# Brighton Plantation
Brighton Plantation este o localitate mică, care avea în anul 2000 numai 86 de locuitori. Localitatea se află situată în Comitatul Somerset, Maine, din SUA.

## Date geografice
De Brighton aparține o suprafață de teren de 104 km2 din care  1.8 km2 este ocupată de apă.